# Ичас, Мартин Мартинович
Мартин Мартинович Ичас (13 ноября 1885 — 5 апреля 1941) — литовский общественный деятель, адвокат и политик, депутат Государственной думы IV созыва от Ковенской губернии, переводчик, издатель, публицист, предприниматель и религиозный деятель.

## Биография
Литовец, евангелическо-реформатского вероисповедания, родом из крестьянской семьи деревни Шимпелишки Биржанской волости Поневежского уезда Ковенской губернии.  Когда ему было пять лет, его отец был вынужден эмигрировать в Америку, потому что ему угрожала ссылка в Сибирь за распространение книг на литовском языке, что было запрещено. Начальное образование получил в Биржайской народной школе.  В 1900 году старший брат Йонас Ичас привёз его в Санкт-Петербург, где он самостоятельно готовился к поступлению в гимназию. В 1903 году  поступил сразу в третий класс Перновской гимназии. В 1906 году отправился к своему брату Йонасу в Томск, где учился частным образом в течение года, а в 1907 году сдал экзамены и поступил в Томский университет. В 1911 году выпускник юридического факультета Томского университета, защитив дипломную работу по церковному праву «Появление и организация евангелической общины в Литве и позиция священника в ней», которая была удостоена золотой медали. Мартину предложили остаться в Томском университете для подготовки к профессорскому званию. Однако он вернулся в Ковно, где поступил на службу помощником присяжного поверенного к Пятрасу Леонасу. Стал куратором Виленского евангелическо-реформатского синода. Переводчик, перевёл на литовский язык несколько произведений польских и русских писателей. Состоял в партии "Народной свободы". По думским документам занимался земледелием на наделе площадью 14 десятин.

### Деятельность в Государственной Думе
25 октября 1912 года избран в Государственную думу IV созыва от общего состава выборщиков Ковенского губернского избирательного собрания. Состоял в Бюро Крестьянской группы, позднее вошёл в состав  Конституционно-демократической фракции. Состоял членом думской  финансовой комиссии, комиссии по местному самоуправлению, комиссии для рассмотрения законопроекта о замене сервитутов в Варшавском генерал-губернаторстве и в Холмской губернии, комиссии по народному образованию. Выступил с докладом от имени Финансовой комиссии. На протяжении всего срока полномочий на пленарных заседаниях выступал 26 раз, в том числе в защиту положения литовского народа. Вступил в Прогрессивный блок. В начале Первой мировой войны, используя статус депутата Госдумы, в 21 ноября 1914 года он основал Литовское общество помощи пострадавшим от войны, был избран председателем его Центрального комитета. Когда немецкие войска оккупировали Литву, часть Центрального Комитета Литовского общества помощи пострадавшим от войны обосновалась в Петрограде. В России это общество учредило более 250 департаментов, которые курировали помощь, оказываемую более 100 000 беженцев из Литвы, оно предоставляло им материальную поддержку, организовывало школы и помогало развивать культурную жизнь.
В апреле-июне 1916 года ездил в Англию, Францию и Италию, будучи включённым в состав российской парламентской делегации под председательством А. Д. Пропотопова. 11 июня 1916 года как председатель Литовского общества помощи пострадавшим от войны удостоился аудиенции Папы Бенедикта XV, на встрече с папой попросил его морально поддержать стремление литовской нации избавиться от национального гнёта и с помощью церкви организовать материальную помощь пострадавшим от войны.

### Политическая деятельность при Временном правительстве
С 15 февраля 1917 года вновь числился присяжным поверенным Виленской судебной палаты. Активно участвовал в Февральской революции 1917 года. Вечером 27 февраля собрал частное совещание членов Четвёртой Государственной Думы. На этом совещании были сформированы  несколько комиссий военная комиссия, комиссия по внутреннему распорядку, комиссия  по приёму арестованных и некоторые другие. С 27 февраля  по 2 марта 1917 года был квестором Четвёртой Государственной Думы (председателем Комиссии по внутреннему распорядку). Со 2 марта 1917 комиссар Временного комитета Государственной думы (ВКГД) по Министерству народного просвещения на правах товарища  министра народного просвещения Временного правительства. Вместе с Миколасом Янушкевичюсом и Вацловасом Белскисом посетил председателя Временного правительства Г. Е. Львова, который просил их назвать литовских представителей на посты губернаторов трех литовских губерний (Виленской, Ковенской и Сувалкской). С 4 марта 1917 года комиссар Временного правительства и ВКГД по ведомству Человеколюбивого общества, с 15 марта 1917 заместитель комиссара по бывшему Ведомству учреждений императрицы Марии. С 8 апреля 1917 комиссар по Алексеевскому главному комитету. Совместно с Е. П. Ковалевским был соавтором проекта создания Министерства народного призрения, которое будет заведовать  яслями, приютами, воспитательными домами и так далее. С 6 марта 1917 имел полномочия комиссара ВКГД и Временного правительства на Северном фронте; с 16 июня 1917 по избранию ВКГД вошёл в состав Комитета по составлению плана эвакуации Петрограда. С 21 июля 1917 член, с 21 августа 1917 заместитель комиссара Главного управления Российского общества Красного Креста.

### Литовский политик
В начале 1918 года он был вместе с другими литовскими активистами заключен большевиками в тюрьму в Воронеже. После освобождения какое-то время был вынужден скрываться, а затем 17 апреля 1918 года (по другим сведениям в мае) вернулся в оккупированную немцами Литву. Был сторонником независимости Литвы от России. Принял участие в образовании литовского национального правительства. Он стал участвовать в деятельности Тарибы, став её посланником в Украине. Тариба поручила ему организовать возвращение военных беженцев и изгнанников. 13 июля 1918 года официально вошёл в Государственный совет Литвы. С ноября по декабрь 1918 года министр торговли и промышленности в 1-м составе Временного правительства Литвы. В декабре 1918 - апреле 1919 года был министром финансов во 2-м и 3-м составах правительства Литвы. Во время деятельности Ичаса в качестве министра 12 апреля 1919 года Литва получила 100 миллионов марок немецкого кредита. Этот кредит стал материальной основой для создания государства и организации его армии.  С 7 марта 1919 года он был в составе делегации Литвы на Мирной конференции в Париже в качестве заместителя председателя Аугустинаса Вольдемараса.

### Промышленник и банкир
Один из первых литовских банкиров,  помог заложить основы экономики страны. Ещё 1 декабря  1918 года вместе с Адомасом Прусасом, Салиамонасом Банайтисом и другими основал Банк торговли и промышленности, который существовал до 1926 года, когда обанкротился в период начинающейся депрессии. С 1920 года он создал акционерное общество «Lietuvos garlaiviai», которое организовало внешнюю торговлю, лесную компанию «Eglynas», нефтяной завод «Ringuva», сельскохозяйственную животноводческую и перерабатывающую компанию «Patrimpas», каунасскую городскую строительную компанию «Butas», импортно-экспортную компанию «Dubysa», чугунную и машиностроительную компанию «Nemunas», прядильно-ткацкую фабрику в Паневежисе.

### Журналист
Его библиография содержит более 200 оригинальных работ и многочисленных переводов. В 1914-1915 годах он писал для газет и журналов «Vilniaus žinios», «Viltis», «Vairas», «Lietuvos aidas», в 1916-1918 годах редактировал и публиковался в журнале «Vairas», «Литовский голос». 1912. Создал типографию в Биржае, где публиковал вплоть до 1915 года «Biržų kalendorius», который отредактировал вместе со священником-кальвинистом Повиласом Якубенасом.

### Религиозный деятель
Он активно участвовал в жизни общины евангелистов-реформатов в Литве. В 1912 году он стал членом Курии Церкви, позже - президентом Синода. В 1922 году основал Литовское общество евангелистов-реформатов и  стал его президентом.

### Смерть
Уехал из Литвы при советизации страны. В 1941 году он и его семья через Германию и Португалию эмигрировали в Бразилию. Вскоре он умер в Рио-де-Жанейро от сердечного приступа. Мартина Ичаса похоронили на кладбище святого Иоанна Крестителя в Рио.

## Cемья
- Жена — Ипатия Ичас (Ичене), урождённая Шлюпайте (Šliūpaitė) (1893, Шенандоа — 1987, Альбукерке)[4], вероятно, повторно замужем, в замужестве Зурис (Zuris)[5]. Была также кальвинисткой, в 1922-1923 годы стояла во главе редакции журнала литовских евангилистов-реформатов «Mūsų žodis».
  - Сын — Мартин Фриеландис Ичас (Martynas Frielandis Yčas[4]), (1917, Воронеж — 2014, Боулдер) — американский микробиолог и биохимик, вместе с Г. Гамовым он опубликовал одну из первых статистических обработок белков и ДНК, которая опровергла некоторые ранние модели генетического кода[6]. Он был одним из основателей RNA Tie Club, дискуссионного сообщества ученых, которые пытались решить вопрос о генетическом коде. В соавторстве с Мистером Томпкинсом (псевдоним Гамова)  написал книгу: «Inside Himself with physicist George Gamow».
  - Дочь — Hypatija Eagle Ona Petkus, урождённая Yčas или Yčaitė (1920, Лозанна — 2005, Альбукерке)[4][5].
  - Дочь — Evalyna ("Eve") Н. А. Taggert (Yčas или Yčaitė) (1923, Каунас — около 2014)[4][5].
  - Дочь — Violetta M. L. Wilson (Yčas или Yčaitė) (1923, Каунас — 1976)[4][5][7].

## Награды
- Степень Почетного доктора университета Витовта Великого.
- Степень Почетного доктора Вильнюсского университета.

### Архивы
- Российский государственный исторический архив. Фонд 1278. Опись 9. Дело 311.